# IC 4318
IC 4318 — компактная спиральная галактика типа Sc в созвездии Гидра. Поверхностная яркость — 13,9 mag/arcmin². Этот объект входит в число перечисленных в оригинальной редакции «Нового общего каталога».